# Helen Dugal
Helen Dugal of Hélène Dugal (Verdun (Quebec), 2 november 1949) is een Canadees organist.

## Levensloop
Toen ze in 1965 zestien was begon ze haar orgelstudie in het Muziekconservatorium van Montreal, onder de leiding van Bernard Lagacé. In 1972 behaalde ze de Eerste prijs met grootste onderscheiding. Ze ging vervolgens zich verder vervolmaken bij grote meesters in Europa: Michel Chapuis (Frankrijk), Lionel Rogg (Genève), Luigi Ferdinando Tagliavini (Italië). Ze leerde ook klavecimbel onder Kenneth Gilbert.
Ze werd laureate in verschillende orgelwedstrijden:
- 1969: Tweede prijs in het orgelconcours van Vancouver (Canada),
- 1970: Derde prijs in de internationale orgelwedstrijd georganiseerd in het kader van het Festival Musica Antiqua in Brugge
- 1970: Tweede prijs in het orgelconcours in Genève (Suisse),
- 1971: Tweede prijs in het orgelconcours van St Albans (Engeland),
- 1973: Erediploma in Bologna (Italië),
- 1977: Tweede prijs in het orgelconcours van Innsbruck.

In 1974 stichtte ze, samen met Réjean Poirier en Christopher Jackson een 'Studio de musique ancienne de Montréal'. 
Ze werd achtereenvolgens titularis van het orgel in Saint-Pascal-Baylon (1968), Saint-Irénée (1969-71), Saint-Zotique (1971-72, 1973-75) en Saint-Boniface (Genève, 1972-73). In 1975 werd ze titularis van het orgel in de basiliek-kathedraal Marie-Reine-du-Monde in Montreal. Terwijl ze verder actief bleef in het concerteren, interesseerde ze zich aan culturele en liturgische projecten in de kathedraal. Van 1975 tot 1981 organiseerde ze er een honderdtal orgelconcerten. In 1987 en 1988 introduceerde ze de plechtige Vespers, in het kader van 'Orgues, Paroles et Vêpres', een serie orgelconcerten met commentaar.
Ze zorgde ervoor dat het rijke muziekpatrimonium van de kathedraal gedeponeerd werd in de Archieven van de Universiteit van Montreal. Deze indrukwekkende muzikale bibliotheek was opgebouwd door Guillaume Couture en Arthur Laurendeau, in de eerste helft van de twintigste eeuw.
Pas in 1991 publiceerde ze een eerste langspeelplaat, gewijd aan werk van Vierne, César Franck en Boëllmann. In 1996 kon ze het kathedraalorgel opnieuw inspelen tijdens een plechtige zitting, na een belangrijke restauratie uitgevoerd door Guilbault-Thérien.
Vanaf 1989 was Dugal muziekverantwoordelijke bij de Nationale Dienst voor de Liturgie, een organisme opgericht door de Canadese bisschoppenconferentie. Van 1990 tot 1996 coördineerde ze er, met de medewerking van 25 Canadese musici en componisten het projekt 'Psaumes et Acclamations', een collectie van 7 volumes gepubliceerd bij Novalis. Men vindt er de psalmen voor de Mis en de acclamaties voor het Evangelie op Zondagen en feestdagen. Vanaf 1997 werkte ze mee aan een internationaal projekt (Frankrijk, België, Canada, Zwitserland) voor het maken van een Frans liturgisch liederenboek.
In 1990 stichtte ze Laudem, vereniging van de organisten van het Bisdom Montreal, in 1992 omgevormd tot Association des musiciens liturgiques du Canada, een beweging die meer dan honderd liturgische organisten groepeert uit de twintig francofone bisdommen in Canada. Ze ijveren voor de promotie en de ontwikkeling van het orgel tijdens liturgische vieringen. Als voorzitster heeft ze aan 'Laudem' impulsen gegeven voor het onderzoek over liturgische muziek (het Bulletin van Laudem) en voor de creatie van nieuw werk voor de liturgie (Éditions Laudem).
Vanaf 1982 doceerde ze aan de Universiteit van Montreal.